# Daclera
Daclera is een geslacht van wantsen uit de familie van de Alydidae (Kromsprietwantsen). Het geslacht werd voor het eerst wetenschappelijk beschreven door Victor Antoine Signoret in 1863.

## Soorten
Het genus bevat de volgende soorten:

- Daclera levana Distant, 1918
- Daclera naturalis Theobald, 1937
- Daclera opaca Blöte, 1934
- Daclera punctata Signoret, 1863
- Daclera rufescens Stål, 1873